# Vivian Fuchs
Vivian Ernest Fuchs, född 11 februari 1908 i Freshwater på Isle of Wight, död 11 november 1999 i Cambridge, var en brittisk geolog och upptäcktsresande. 
Fuchs studerade vid Cambridge University och reste med universitetsexpeditioner till Grönland och Afrika. Under andra världskriget var han bland annat stationerad i Västafrika. Han är mest känd som ledare för Samväldets transantarktiska expedition, den första expedition som korsat Antarktis landvägen, vintern 1957-58. Han adlades efter den bedriften. 1958–1973 var han ledare för British Antarctic Survey (tidigare Falkland Islands Dependencies Survey). Fuchs tilldelades Prestwichmedaljen 1960 och blev Fellow of the Royal Society 1974. British Antarctic Survey delar sedan 1973 ut utmärkelsen Fuchs Medal.
Fuchs var gift två gånger. Han gifte sig 1933 med sin kusin Joyce Connill, som avled 1990. Det andra äktenskapet var med Eleanor Honnywill. I första äktenskapet fick han tre barn, Hilary, Rosalind (som dog i barndomen) och Peter.